# 쓰치하시 마사키
쓰치하시 마사키(일본어: 土橋 正樹, 1972년 7월 23일 ~ )는 일본의 전 축구 선수이다.

## 구단 경력
1995년 J1리그의 우라와 레즈에 입단했다. 2003년까지 184경기에 출전하여, 5득점을 넣었다. 2003년후 현역 은퇴.

## 국가대표팀 경력
그는 1996년 기린컵에 참가할 일본 국가대표팀에 발탁되었으며, 5월 26일 유고슬라비아와의 경기에서 데뷔했다.

## 통계
| 일본 | 일본 | 일본 |
| 연도 | 출전 | 득점 |
| ---- | ---- | ---- |
| 1996 | 1    | 0    |
| 통산 | 1    | 0    |